# Волтана (Равена)
Волтана (итал. Voltana) је насеље у Италији у округу Равена, региону Емилија-Ромања.
Према процени из 2011. у насељу је живело 2314 становника. Насеље се налази на надморској висини од 6 м.